# Marmet
Marmet és una població dels Estats Units a l'estat de Virgínia de l'Oest. Segons el cens del 2000 tenia 1.693 habitants.

## Demografia
Segons el cens del 2000, Marmet tenia 1.693 habitants, 750 habitatges, i 465 famílies. La densitat de població era de 463,6 habitants per km².
Dels 750 habitatges en un 24,3% hi vivien nens de menys de 18 anys, en un 46,3% hi vivien parelles casades, en un 12,7% dones solteres, i en un 38% no eren unitats familiars. En el 33,5% dels habitatges hi vivien persones soles el 14,8% de les quals corresponia a persones de 65 anys o més que vivien soles. El nombre mitjà de persones vivint en cada habitatge era de 2,17 i el nombre mitjà de persones que vivien en cada família era de 2,75.
Per edats la població es repartia de la següent manera: un 18,7% tenia menys de 18 anys, un 7,6% entre 18 i 24, un 28,6% entre 25 i 44, un 23,4% de 45 a 60 i un 21,7% 65 anys o més.
L'edat mediana era de 42 anys. Per cada 100 dones de 18 o més anys hi havia 82,1 homes.
La renda mediana per habitatge era de 29.779 $ i la renda mediana per família de 34.345 $. Els homes tenien una renda mediana de 31.042 $ mentre que les dones 21.111 $. La renda per capita de la població era de 16.803 $. Entorn del 13,1% de les famílies i el 16,8% de la població estaven per davall del llindar de pobresa.

## Poblacions més properes
El següent diagrama mostra les poblacions més properes.